# Jean-Pierre Enard
Pour les articles homonymes, voir Enard.
Jean-Pierre Enard, né le 24 novembre 1943 à Neuilly-sur-Seine et mort le 14 mai 1987 au Vésinet, est un écrivain français.

## Biographie
Après des études de médecine qu'il a qualifiées d'« incertaines », et durant lesquelles il fut interviewé au sujet du « Livre de poche » dont il pense beaucoup de mal, car « ça a fait lire beaucoup de gens qui n'avaient pas besoin de lire, qui n'avaient jamais ressenti le besoin de lire »,, Jean-Pierre Enard entre au Journal de Mickey en tant que rédacteur puis en devient rédacteur en chef. 
Il a été également chercheur de gadgets pour Pif Gadget, un autre hebdo pour jeunes, puis directeur de la collection Bibliothèque rose chez Hachette.
Il décide alors de se concentrer sur l'écriture de romans. Cependant, il continue de travailler pour plusieurs éditeurs et reste chroniqueur littéraire pour l'hebdomadaire VSD.
Jean-Pierre Enard meurt le jeudi 14 mai 1987 d'un accident cardiaque.

## Publications
- Fragments d’amour (roman), Galilée, 1976.
- La Ligne de cœur (roman), Le Sagittaire, 1977.
- Le Dernier Dimanche de Sartre (roman), Le Sagittaire, 1978. Prix de la nouvelle de l'Académie française - Réédition Finitude, 2004.
- Photo de classe (roman), Grasset, 1979.
- Avec elles (théâtre), Galilée, 1980.
- La Reine du technicolor (roman), Presses de la Renaissance, 1980. Réédition Finitude, 2008.
- Le Voyage des comédiens (roman), Grasset, 1981.
- Le Métro aérien (roman), Grasset, 1986.
- Contes à faire rougir les petits chaperons (nouvelles), Ramsay, 1987. Réédition Finitude, 2010, illustrations d'Alban Caumont.
- L’Art de la fessée, dessins de Milo Manara, Glénat, 1988.
- Un bon écrivain est un écrivain mort, Finitude, 2005.